# Adlerturm Dortmund

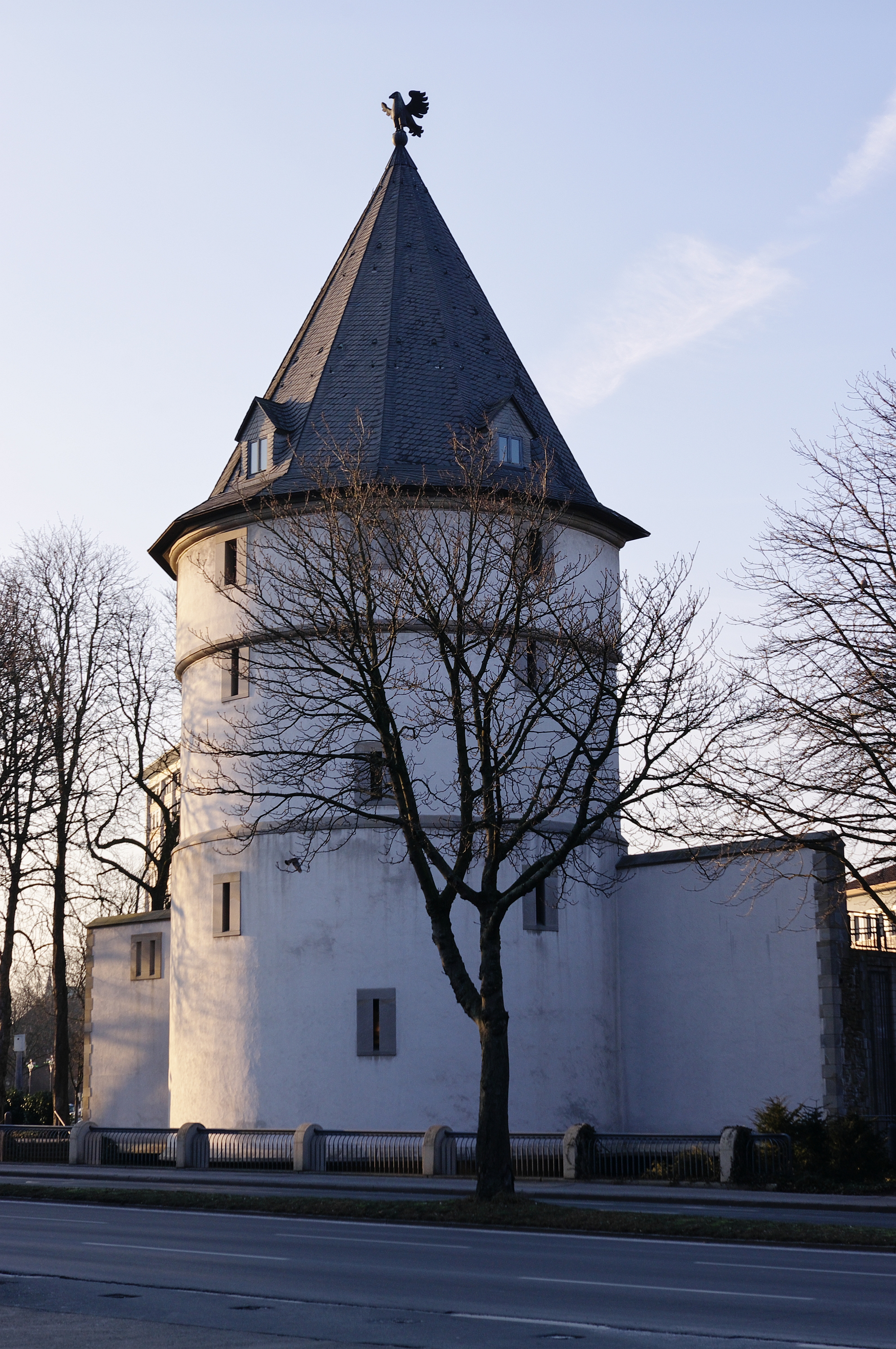
Adlerturm (2012)

Der Adlerturm ist ein rekonstruierter Turm der mittelalterlichen Stadtmauer in Dortmund, der 1992 über den originalen Fundamenten des einstigen Wehrturms errichtet wurde. Der 30 Meter hohe Turm wurde auf Pfeiler gesetzt, um die erhaltene Bausubstanz der Fundamente des ursprünglichen Adlerturms aus dem 14. Jahrhundert und der angrenzenden Stadtmauer aus dem 13. Jahrhundert nicht zu beeinträchtigen. Er befindet sich an der Adresse Günter-Samtlebe-Platz 2 im Südosten des Dortmunder Rings im  Bezirk Innenstadt-West.

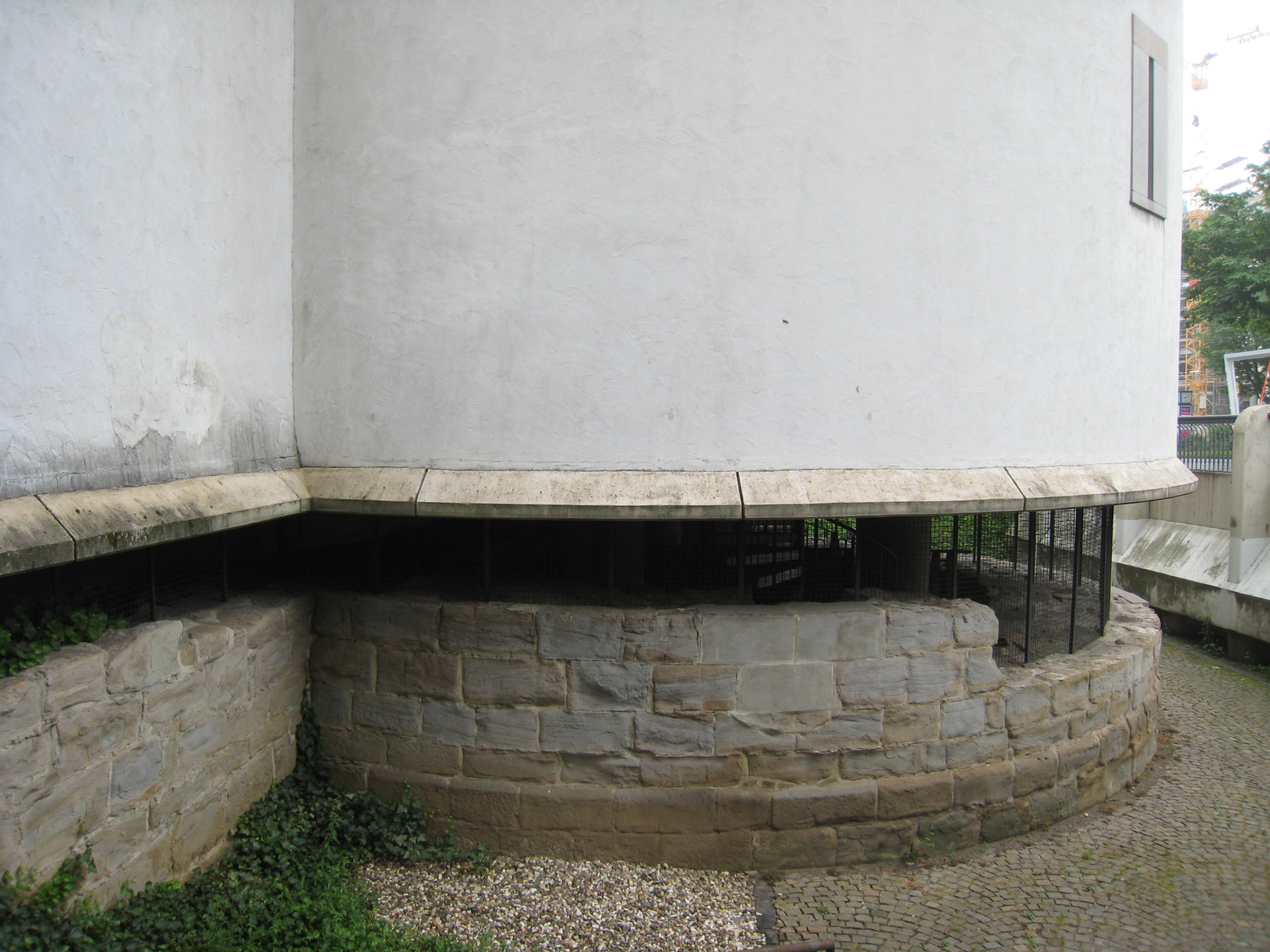
Fundamente des historischen Turms (2008)

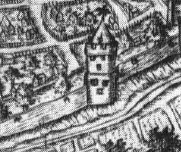
Adlerturm mit angrenzender Mauer auf dem Plan des Detmar Mülher, 1610

Der Turm beherbergt auf sechs Stockwerken ein Kindermuseum zur mittelalterlichen Stadtgeschichte. Zahlreiche Mitmachstationen lassen Kinder und Erwachsene das mittelalterliche Lebensgefühl hautnah nacherleben. Rüstungen anprobieren, Schwerter anfassen, Ausgrabungen machen, Verkleiden, Mittelalter riechen und hören, Kalligrafie und das Nachspielen der Dortmunder Fehde von 1388 auf einem riesigen Stadtplan mit Playmobil – Figuren gehören zu den Highlights. Zu sehen sind Ausgrabungsfunde vom Kuckelketor, Höllenturm und vom Adlerturm selbst.
Ein Modell der mittelalterlichen Stadt und zeitgenössische Darstellungen veranschaulichen das Erscheinungsbild Dortmunds im Verlauf der vergangenen Jahrhunderte. Waffen und Objekte aus der Zeit der Großen Dortmunder Fehde sind ebenso zu sehen. Die Konzeption für das Kindermuseum stammt von den Archäologen Georg Eggenstein und Heiner Deutmann. Gestaltet wurde das Museum vom Museumsgestalter Michael Wienand mit seinem Team.